# Avenue Lech-Walesa
L'avenue Lech-Walesa est une voie de communication de Rosny-sous-Bois. Elle suit le tracé de la route départementale 30.

## Situation et accès
Orientée du nord au sud, l'avenue Lech-Walesa longe la ligne de Paris-Est à Mulhouse-Ville, et se termine à l'intersection de la rue Paul-Cavaré et de la rue du Général-Leclerc.
Elle est desservie par la gare de Rosny-sous-Bois.

## Origine du nom

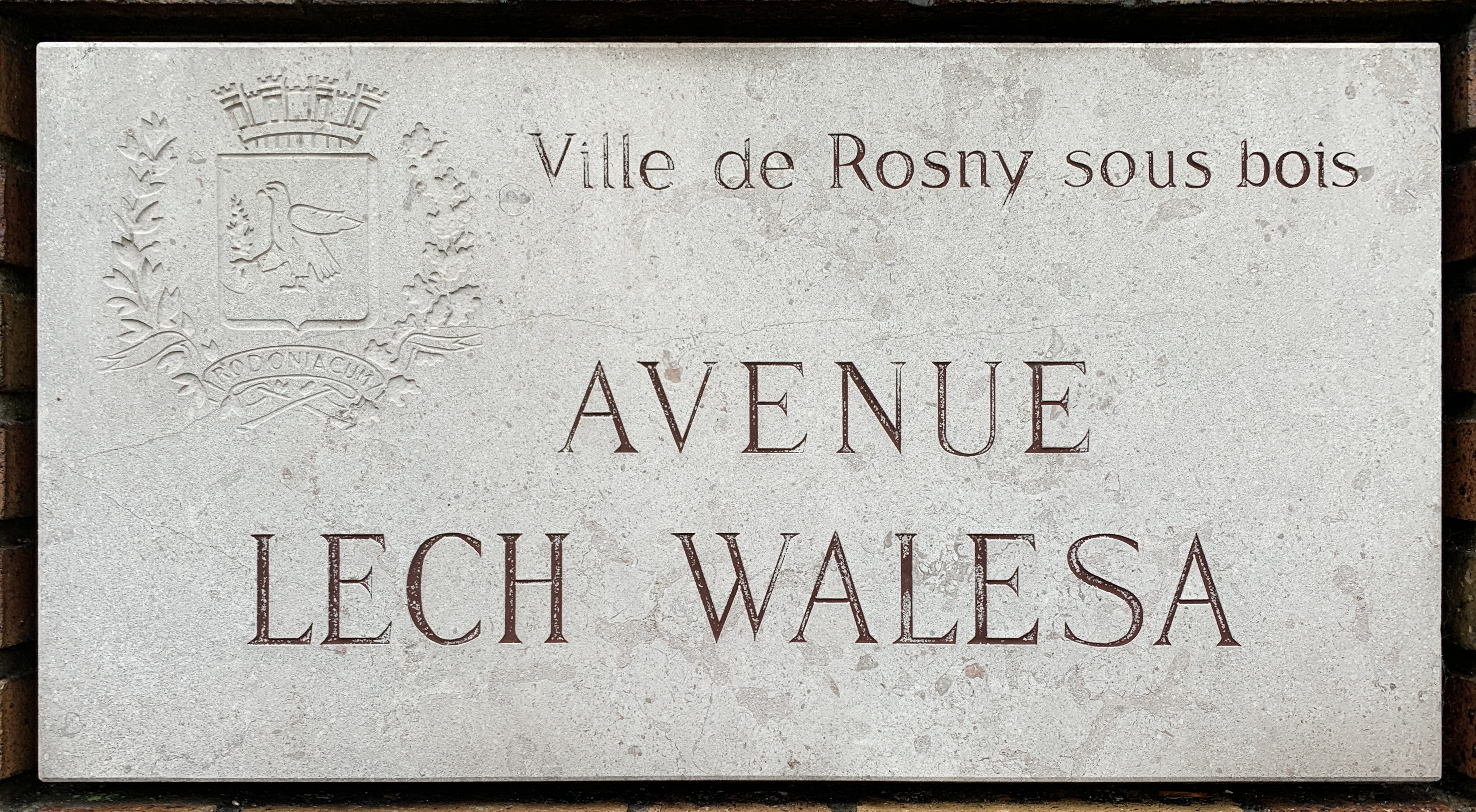
Plaque de l'avenue.

Cette avenue a été nommée en hommage à Lech Wałęsa, syndicaliste et homme d'État polonais, président de la République de 1990 à 1995.

## Historique
Cette voie de communication est issue de l'élargissement de la rue Villebois-Mareuil dans les années 1980.

## Bâtiments remarquables et lieux de mémoire
- Mairie de Rosny-sous-Bois.
- Parc Jean-Decésari.
- Square Richard-Gardebled.
- Ouvrage de service du Grand Paris Express[1].